# Service express régional métropolitain
Ne doit pas être confondu avec Réseau express métropolitain ou Réseau express régional.

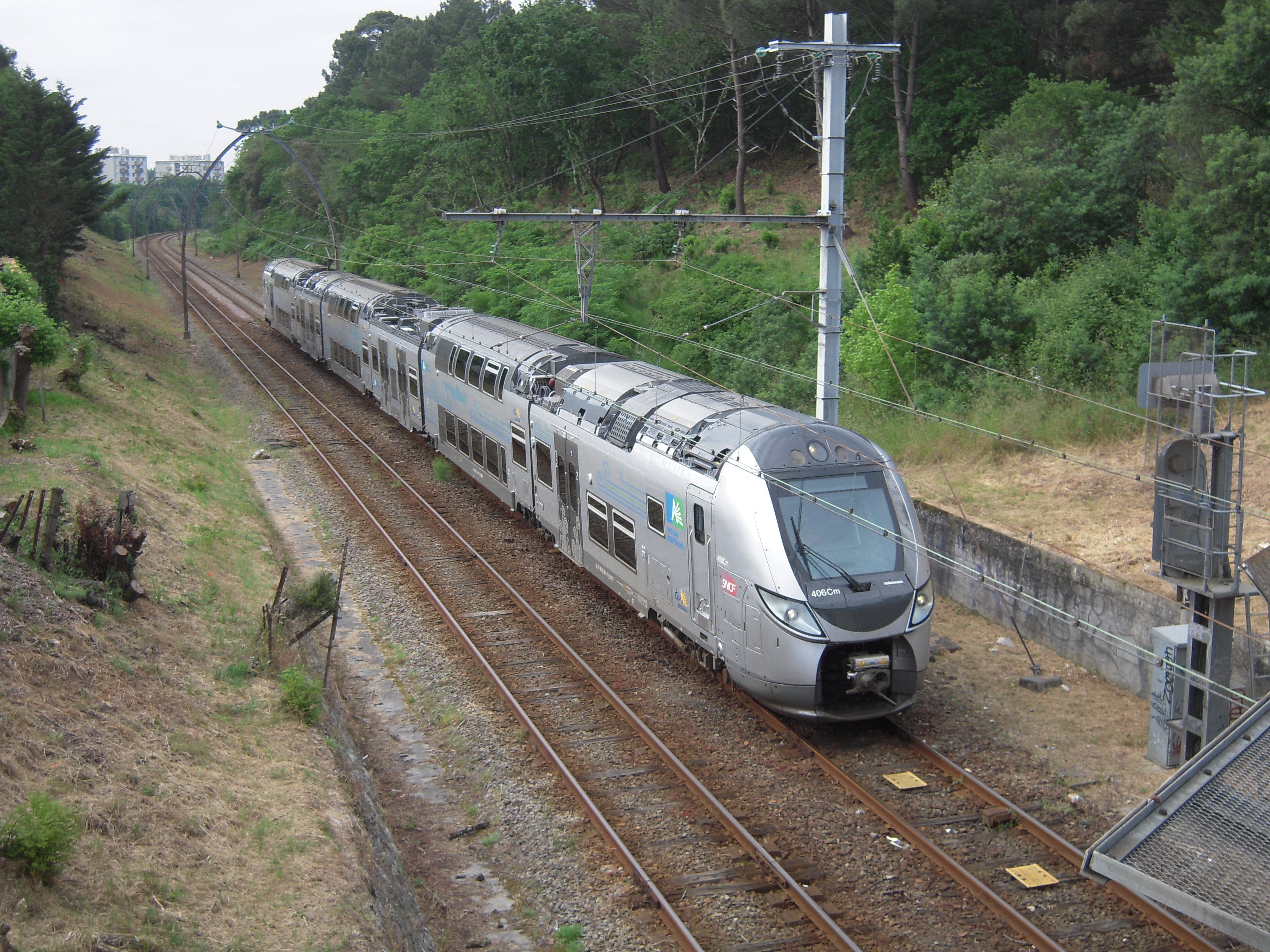
TER entre Arcachon et Bordeaux, première ligne du RER de Bordeaux.

Les services express métropolitains (SEM), services express régionaux métropolitains (SERM)  ou RER métropolitains sont des projets avant tout ferroviaires visant à développer une offre comparable à celle d'un transport urbain autour d'une dizaine de grandes métropoles françaises. Ils doivent en outre s'appuyer sur les cars express et le vélo, et peuvent avoir un volet relatif au covoiturage. Ces services express métropolitains, issus d'un rapport de la SNCF de 2020 doivent favoriser les déplacements en train, dans l'optique d'en doubler la part d'ici à 2030, pour notamment décarboner les transports et offrir plus d'alternatives à l'automobile.

## Contexte et historique

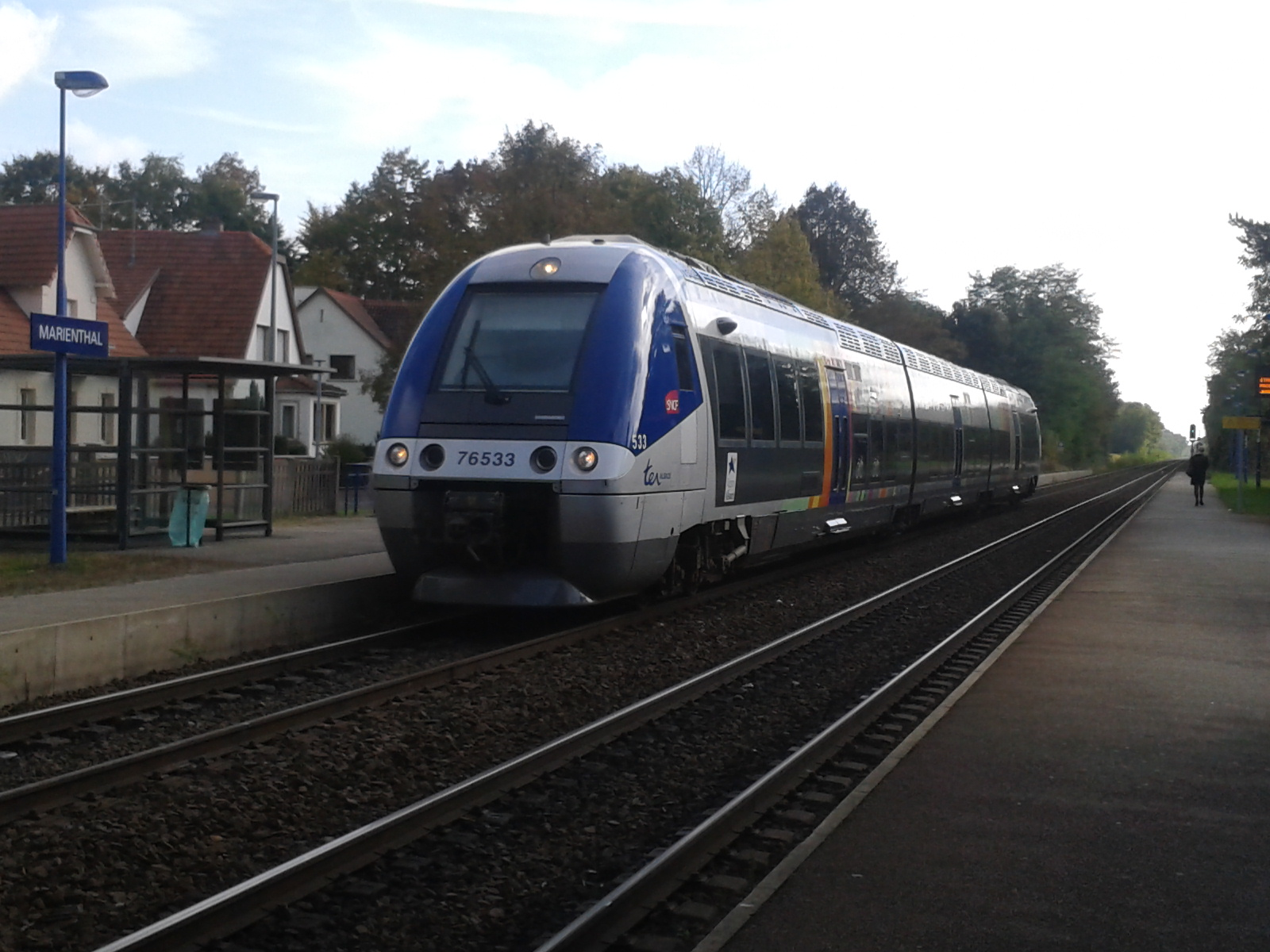
TER en gare de Marienthal, à proximité de Haguenau (REME Strasbourg).

Ouvert en 1977, le RER d'Île-de-France est le premier service cadencé  et régulier mis en service en France. D'autre collectivités ont ensuite lancé des études (comme Toulouse, Lille ou Lyon) pour mettre en place un réseau de RER dans leur agglomération, sans que ces études ne débouchent sur une réalisation. En 2017, l'association ASTUS lance une réflexion sur la faisabilité technique d'un RER traversant à l'échelle de l'aire métropolitaine strasbourgeoise, avec l'étude d'un étudiant de la Faculté de géographie et d'aménagement de Strasbourg,,,. Il faut attendre la fin des années 2010 pour voir Bordeaux annoncer officiellement le lancement du RER Bordelais à partir de 2021.
Dans la foulée, la SNCF en 2020 publie un rapport (commandé par Élisabeth Borne, alors ministre des Transports), préconisant le développement de « Services Express Métropolitains ». Ce terme (plutôt que « RER ») insiste sur la distinction entre le RER d'Île-de-France et les autres réseaux potentiels en France. En effet, le RER d'Île-de-France est jugé par ce rapport comme modèle spécifique à l'Île-de-France de par la puissance financière de cette région, la forte densité de sa population, et la densité de ses infrastructures. Ce rapport incite les autres métropoles à lancer de rapides études, pour lancer de premiers travaux dès 2023 et ainsi disposer de premiers réseaux à horizon 2030. Ainsi Strasbourg, Bordeaux et Lille, qui avaient déjà lancé des études dans ce sens, intègrent le programme de ces services express métropolitains, dans un premier temps sans l'appellation officielle de SEM, car ayant pour la plupart déjà opté pour le nom de « Réseau Express Métropolitain » (REM).
Le 27 novembre 2022, Emmanuel Macron annonce dans une vidéo vouloir développer une dizaine de RER métropolitains dans les grandes agglomérations françaises, sans les citer. Début 2023, Olivier Razemon anticipe qu'aucun contrôle ne sera effectué dans les zones à faibles émissions mobilité (ZFE-m). Mais les ZFE sont éminemment utiles pour faire avancer l'idée de RER métropolitain. Pour Jean Coldefy, expert chez ATEC-ITS France, les RER métropolitains doivent aussi intégrer les transports routiers (autocars, covoiturage...), en particulier quand ils maximisent les économies de CO2 tout en épargnant les finances publiques. Même pour les scénarios « sobres » de transition vers une mobilité durable en France — Ademe S1 et S2, nW et Shift Project, qui voient et la part modale du train et celle des bus et autocars presque doubler, par opposition aux scénarios « techniques » — Ademe S3 et S4, la voiture assure encore au moins la moitié du volume de transport en France en 2050. Augmenter le taux de remplissage au travers du covoiturage — taux de remplissage qui stagne actuellement à 1,6 — est envisagé : l'association négaWatt préconise le développement de lignes de covoiturage. L'Assemblée nationale, a adopté (16 juin 2023) une proposition de loi sur les services express régionaux métropolitains (SERM) ou « RER métropolitains » (proposition des députés, soutenue par le Gouvernement).
Le 24 septembre 2023, le président de la République, Emmanuel Macron, annonce que treize projets de RER métropolitains seront retenus et seront en partie financés par l’État. Dans un premier temps, 700 millions d'euros seront alloués pour la poursuite des études. Eu égard à la situation de disette financière de l'État en 2024 et au coût trop élevé du réseau ferroviaire, le ministre des transports François Durovray entend développer les autocars express, « beaucoup moins coûteux et plus rapide à mettre en place que les RER métropolitains » (voir Transports en France : financement des transports en commun). Les treize métropoles retenues dans un premier temps pourront être rejointes par d'autres ultérieurement, dont les projets ne sont pas encore suffisamment avancés,.
Les RER métropolitains constituent le volet exclusivement ferroviaire des services express métropolitains[Passage à actualiser], qui s'appuient en outre sur les cars express et le vélo, et peuvent inclure le covoiturage. La métropole de Strasbourg envisage d'étoffer le dispositif avec des lignes de covoiturage par exemple. À Strasbourg, une station multimodale sur l'autoroute M351 permet de passer de l'autocar au tramway.
Les enjeux du fret ferroviaire sont également pris en compte.
Le 27 juin 2024, le ministère de la transition écologique (chargé des transports) annonce dans un communiqué de presse la labélisation officielle SERM, permettant des financement d'Etat, de 15 projets (contre les 13 initialement annoncés), mais annonce que d'autres projets seront rapidement labélisés également dans une seconde vague. Ainsi les dossiers de Bordeaux, Chambéry, Clermont‑Ferrand, Grenoble, Lille, Lyon, Montpellier, Mulhouse, Nantes, Rouen, Saint‑Etienne, Strasbourg, Toulouse, et Tours sont retenus, tandis que ceux de Avignon, Marseille (Aix), Nice (et Cannes), Orléans, Toulon et projets Basco-landais (Saint-Sébastien à Dax), "Côte d’opale" et Franco-Suisse (Mulhouse-Bâle) restent à l'étude,.
Pour le Haut Conseil pour le climat, la politique des transports est encore trop souvent menée par « projets », et pas suffisamment élaborée de façon systémique. En ce sens, les SERM traduisent un changement de paradigme prometteur, grâce à une offre intermodale autorisant un bon chaînage des déplacements ainsi qu'à une billettique et à une information des voyageurs intégrées,.

## Caractéristiques
La mise en place de ces services express métropolitains est prévue pour être progressive et permettre une montée en puissance des réseaux, au sein du système de transport métropolitain et national, en offrant un haut niveau de service (au moins un train toutes les demi-heures) tous les jours, en heure creuse comme en heure de pointe avec une plage horaire pouvant aller au-delà de 6-21h en semaine et pouvant aller jusqu'à minuit les vendredis et samedis. Les points d'arrêts devraient être desservis systématiquement, régulièrement répartis en zone urbaine dense, et espacés de quelques kilomètres seulement ailleurs. En heure de pointe, la fréquence devrait être renforcé (au quart d'heure par exemple) et ne pas descendre en dessous d'un train par demi-heure en heure creuse pour créer de la demande. Il s'agit là du même principe mis en application en Suisse pour le plan Rail 2000. Pour ne pas saturer les gares principales, le principe de la diamétralisation des lignes est préconisé (comme pour le RER à Paris).
Le matériel roulant devra être à la fois capacitaire, avec une forte capacité d'accélération et de rapidité pour desservir de nombreux arrêts.

## Projets (listes des SEM)

### En service
| Réseau                                                                 | Ville(s) concerné(es)                                | Nombre de lignes du réseau                     | Date de mise en service | Prolongement(s) éventuel(s) |
| ---------------------------------------------------------------------- | ---------------------------------------------------- | ---------------------------------------------- | ----------------------- | --- |
| RER d'Île-de-France ; Transilien                                       | Paris                                                | 14 (5 lignes de RER et 9 lignes de Transilien) | 9 décembre 1977         | Nombreux prolongements et nouvelles lignes à l'étude |
| Léman Express (RER franco-valdo-genevois)                              | Grand Genève, Évian-les-Bains, Annecy, Cluses        | 6                                              | 2019                    | Saint-Gingolph, Culoz et Oyonnax (études en cours) |
| Navette ferroviaire de Périgueux (ligne F32 du TER Nouvelle-Aquitaine) | Périgueux                                            | 1                                              | 2 juillet 2022          | Projet de seconde ligne nord/sud reliant Thiviers au Buisson, dans le cadre du développement d'un éventuel RER Périgord-Limousin. Projet porté par des associations locales et des collectivités territoriales. |
| REME Strasbourg                                                        | Métropole de Strasbourg, Saverne, Haguenau, Sélestat | 3                                              | 11 décembre 2022        | Développement progressif de l'offre avec des augmentations d'offre à venir en janvier 2023 puis août 2023. Achèvement total : 2030. Projets de nouvelles haltes ferroviaires à l'étude.                         |
| RER métropolitain de Bordeaux                                          | Bordeaux, Arcachon Libourne                          | 3                                              | 13 décembre 2020        | 1re ligne mise en service depuis 2021 Achèvement total : Horizon 2028 |

### En cours de réalisation
| Réseau (Nom officiel du projet)   | Ville(s) concerné(es) | Nombre de lignes prévues | État du projet | Date de mise en service                                                                   |
| --------------------------------- | --------------------- | ------------------------ | --- | ----------------------------------------------------------------------------------------- |
| RER trinational de Bâle (Trireno) | Mulhouse, Bâle        | 7 (dont 1 en France)     | En cours de réalisation | Mise en service ligne Mulhouse/Bâle : 2025 2e phase : SEM Mulhouse (pas de date annoncée) |
| RER basco-landais                 | Bayonne, Hendaye      | 3                        | Études de faisabilité en cours. Projet de SEM non intégré au plan de financement de l'Etat. Projet co-financé principalement par la Région et l'agglomération du Pays Basque. 3 lignes : - Irun/Hendaye ↔ Dax via Bayonne - Bayonne ↔ Pau - Bayonne ↔ Saint-Jean-Pied-de-Port Projet confirmé en décembre 2023 et annonce du calendrier en 3 phases : - 1re phase : optimisation du réseau existant, augmentation des fréquences ; poursuite des études - 2e phase : achat de nouvelles rames et modernisation du réseau pour augmenter les fréquences et création de trois nouveaux points d'arrêt à Bidart, Tarnos et Lahonce. Fréquence d'un train toutes les demi-heures par sens déployée - 3e phase : prolongement de la première ligne jusqu'à San Sébastian pour proposer un véritable service trans-national | 1re phase : 2024-2026 2e phase : 2027-2032 3e phase : au-delà de 2032                     |
| RER métropolitain de Nantes       | Nantes                | À déterminer             | Réseau pouvant s'appuyer en tout ou partie par des trams-trains, 2 lignes existantes déjà. Augmentation de l'offre ferroviaire de 65% sur l'étoile nantaise et création d'une halte ferroviaire pour desservir l'aéroport nantais. Premier accord de financement dans le cadre du Contrat Etat-Région 2023-2023 : 94 millions d'€ prévus pour la réalisation de ce RER. | Mise en circulation progressive jusqu'en 2030                                             |
| RER lyonnais                      | Lyon, Saint-Étienne   | 4                        | En cours de réalisation | Horizon 2030                                                                              |
| RER toulonnais                    | Toulon                | 1 ou 2                   | En cours de réalisation | Horizon 2026-2028                                                                         |

Un représentant des syndicats de cheminots prévient que les collègues détachés ou autres nouveaux arrivants « ne suffiront pas pour tenir le plan de transport 2023 » dans le Grand Est, notamment avec la mise en place du Réseau express métropolitain strasbourgeois,.

### À l'étude
Les projets qui suivent sont les autres projets mis en avant dans le rapport sur les SEM. Ils ont des niveaux d'avancement différents, par défaut, lorsque la mention « À l'étude » est inscrite, cela signifie que le projet en est à l'état de discussion entre SNCF Réseau et la métropole concernée à la suite du rapport. Lorsqu'une étude a en plus été commandité directement par la métropole, une précision sur le type des études est apportée.
Les projets sont triés par ordre d'avancement (les plus avancés en premier) puis par ordre alphabétique.
| Réseau (Nom officiel du projet)         | Ville(s) concerné(es)      | Nombre de lignes prévues                                  | État du projet | Date de mise en service                                             |
| --------------------------------------- | -------------------------- | --------------------------------------------------------- | --- | ------------------------------------------------------------------- |
| RER Grenoblois                          | Grenoble                   | 3                                                         | Études terminées, coût total estimé : 491 millions d'€ | 1re ligne : 2025/2028 2e et 3e ligne : 2030 Achèvement total : 2035 |
| REM Aix-Marseille                       | Aix-en-Provence, Marseille | 8                                                         | Études de faisabilité en cours | Horizon 2030                                                        |
| Réseau express Hauts-de-France          | Lille                      | À déterminer                                              | Études de faisabilité en cours. Coût estimé[Quand ?] : de 6 à 7 Mds. Un groupement (groupement d'intérêt public, probablement) est en 2023 préparé par la SGP et SNCF Réseau pour assurer la maîtrise d'ouvrage "politique" du projet, son plan de financement, la concertation et les procédures, tout en coordonnant les maîtres d'ouvrage "techniques". En 2022, un comité de pilotage a identifé des axes d'investissements, dont pour des voies nouvelles entre Lille et Hénin-Beaumont, sur ou à proximité des lignes existantes de l'étoile ferroviaire. | Horizon 2030-2035                                                   |
| REM Nancy-Luxembourg                    | Nancy, Metz, Luxembourg    | 1                                                         | Études de faisabilité en cours | 1re phase : 2028 Achèvement total : Horizon 2040                    |
| SEM de Rouen                            | Rouen                      | 2 + 1 tram-train (Trois lignes pour le projet alternatif) | Étude de faisabilité commandée par la métropole à la SNCF. L'intégration tarifaire pour les détenteurs d'un abonnement au Réseau Astuce dès janvier 2024 est une première étape importante. | Horizon 2030                                                        |
| RER Toulouse                            | Toulouse                   | À déterminer                                              | Études de faisabilité en cours, coût estimé en 2022 à environ 500 M€ pour la branche nord (début des travaux en 2024, en lien avec la LGV), et à environ 700 M€ à 1000 M€ pour le reste du réseau. Le projet est officiellement lancé en novembre 2023. | Horizon 2032 (avec la mise en service de la LGV)                    |
| SEM Angers                              | Angers                     | À déterminer                                              | À l'étude | /                                                                   |
| SEM Besançon                            | Besançon                   | À déterminer                                              | À l'étude | /                                                                   |
| SEM Brest                               | Brest                      | À déterminer                                              | À l'étude | /                                                                   |
| SEM Caen                                | Caen                       | 2                                                         | Projet porté par un syndicat de cheminots, la Région Normandie s'est dite intéressée. Le projet intègre : - l'ouverture de trois nouvelles haltes dans l'agglomération caennaise sur la ligne de Mantes-la-Jolie à Cherbourg (Carpiquet, Zénith de Caen, Mondeville) ; - la réouverture de la ligne de Caen à Cerisy-Belle-Étoile jusqu'à Thury-Harcourt ; - la création d'une nouvelle ligne vers Ouistreham en utilisant en partie des lignes affectées au fret sur le port. Dans un premier temps, la Région Normandie propose l’aménagement d'un terminus à Bayeux, estimé à 12,5 millions d’euros, puis éventuellement l'ouverture de haltes à Carpiquet, Beaulieu et Mondeville. Intégrée depuis 2022 à la liste officielle des SEM. | Après 2030                                                          |
| SEM Clermont-Ferrand                    | Clermont-Ferrand           | À déterminer                                              | Études lancées en janvier 2025. Le projet de SERM de Clermont-Ferrand, étendu à l'échelle du pôle métropolitain Clermont Vichy Auvergne, est d'abord axé sur le train avec le développement et l'amélioration du cadencement, ainsi que le renforcement de l'amplitude horaire sur les relations entre le nord de Vichy et Brioude. | 2029 à 2033                                                         |
| SEM Chambéry                            | Chambéry                   | À déterminer                                              | À l'étude | /                                                                   |
| SEM Dijon                               | Dijon                      | À déterminer                                              | À l'étude | /                                                                   |
| RER métropolitain du Mans (SEM Le Mans) | Le Mans                    | À déterminer                                              | À l'étude | /                                                                   |
| SEM Montpellier                         | Montpellier                | À déterminer                                              | À l'étude | /                                                                   |
| SEM Orléans                             | Orléans                    | À déterminer                                              | À l'étude | /                                                                   |
| SEM Reims                               | Reims                      | À déterminer                                              | À l'étude | /                                                                   |
| SEM Bretagne                            | Région Bretagne            | À déterminer                                              | À l'étude (+ projet alternatif porté par un collectif s'appuyant sur les résultats d'une étude de faisabilité de 2014). En 2024, la région Bretagne étend le projet initialement rennais à l'ensemble de son territoire, cas unique en France,. | Projet Région : Horizon 2040 Projet alternatif : Horizon 2035       |
| SEM Saint-Etienne                       | Saint-Etienne              | À déterminer                                              | À l'étude | /                                                                   |
| SEM Tours                               | Tours                      | 6 à 8 lignes de trains, 27 lignes de cars                 | À l'étude, concertation publique en cours en 2025 avant des études approfondies. Coût estimé pré-études pour l'ensemble du projet (trains+cars) : 600 à 900 millions d'Euros 2024. | 2035 à 2055 en fonction des financements relatifs aux coûts         |

### Autres projets
D'autres projets de réseaux comparable aux SEM existent et sont portés la plupart du temps par des collectifs ou des collectivités territoriales. Là encore, les états d'avancement diffèrent. Le rapport incitait toutes les agglomérations qui le souhaitait à engager des études pour développer l'offre ferroviaire, y compris celles non cités dans le rapport.
| Réseau (Nom officiel du projet) | Ville(s) concerné(es) | Nombre de lignes prévues | État du projet | Date de mise en service |
| ------------------------------- | --------------------- | ------------------------ | --- | ----------------------- |
| Tram-Train Limousin             | Limoges               | 5                        | Projet porté par un collectif comprenant de nombreuses collectivités territoriales dont le Département de la Haute-Vienne, sur l'étoile ferroviaire de Limoges | /                       |
| RER Catalan                     | Perpignan             | 4                        | Discussions en cours | Horizon 2030-2035       |
| RER La Rochelle                 | La Rochelle           | 1                        | Projet d'abord porté par des associations locales puis défendu par des collectivités territoriales. Projet finalement retenu par la Région Nouvelle Aquitaine qui va financer les premières études de faisabilité. Ligne devant relier Tonnay-Charente à Marans et nécessiterait la création d'une dizaine de haltes, en particulier sur la section La Rochelle/Marans. | Horizon 2030            |
| Navette ferroviaire de Gap      | Gap, Briançon         | 1                        | Réflexion et consultation en cours pour une navette pendulaire entre Briançon et Sisteron | 2024-2025               |
| RER du littoral                 | Montpellier           | 1                        | Relation Lunel/Sète dont la hausse de service est en vigueur depuis décembre 2020. Une augmentation des fréquences notamment en heure creuse est à l'étude. | /                       |
| RER Morbihannais                | Lorient, Vannes       | 1                        | Des élus locaux du Morbihan relancent l'idée d'un RER entre Lorient et Vannes voire entre Quimperlé et Redon pour désengorger les routes du département,. | /                       |
| RER Creuse                      | Guéret                | 1                        | Projet de développement de l'Écotrain entre Guéret et Felletin pour impulser une nouvelle dynamique sur cette ligne. 7 à 8 aller/retours sont prévus au lancement de ce projet. | Horizon 2024-2025       |